# Joseph Hiestand
 (janvier 2016).
Joseph Franklin Hiestand (né le 28 novembre 1906 à Hillsboro (Ohio) où il est mort le 5 octobre 2004) est un homme politique américain, membre de la chambre des représentants de l'Ohio de 1967 à 1974.

## Biographie
Joseph Hiestand meurt en 2004.
Bob McEwen lui succède en 1975.